# Raión de Kobryn
Kobryn (en bielorruso: Кобрынскі раён) es un raión o distrito de Bielorrusia, en la provincia (óblast) de Brest. Su capital es Kobryn.
Comprende una superficie de 2040 km².

## Demografía
Según estimación 2010 contaba con una población total de 88037 habitantes.

## Subdivisiones
Comprende la ciudad subdistrital de Kobryn (la capital) y los siguientes 11 consejos rurales:
- Astrómichy
- Batchy
- Bujóvichy
- Haradziets
- Dzivin
- Zaliessie
- Kisialioutsy
- Navasiolki
- Pavitstsie
- Teuli
- Jidry